# 景昌王
景昌王（けいしょうおう、または荘、? - 紀元前957年）は、第7代箕子朝鮮王。王在位期間は、紀元前968年 - 紀元前957年。諡は景昌王。諱は荘。王位は興平王（捉）が継承。